# Abderrahmane Hammad
Abderrahmane Hammad (arabisch عبد الرحمن حماد, DMG ʿAbd ar-Raḥmān Ḥammād; * 27. Mai 1977 in Dellys) ist ein ehemaliger algerischer Hochspringer.
Von 1997 bis 2005 wurde er neunmal in Folge algerischer Meister im Hochsprung. Seine persönliche Bestleistung von 2,34 m ist gleichzeitig algerischer Landesrekord (Stand: April 2010).
Auf internationaler Ebene feierte er seinen größten Erfolg mit dem Gewinn der Bronzemedaille bei den Olympischen Spielen 2000 in Sydney. Außerdem siegte er dreimal hintereinander bei Afrikameisterschaften (1998, 2000 und 2002) und gewann bei den Afrikaspielen 1999 in Johannesburg die Silbermedaille.
Daneben nahm er an vier Leichtathletik-Weltmeisterschaften (1999, 2001, 2003 und 2007) teil, erreichte zweimal das Finale und belegte dabei als beste Platzierung den neunten Rang 2001 in Edmonton. Bei den Olympischen Spielen 2004 in Athen verpasste er den Finaleinzug.
Abderrahmane Hammad ist 1,89 m groß und hatte ein Wettkampfgewicht von 70 kg. Nach zahlreichen Verletzungen beendete er Anfang 2010 seine aktive Laufbahn.

## Bestleistungen
- Hochsprung: 2,34 m, 14. Juli 2000, Algier